# Gunder Hägg
Gunder Hägg (Bräcke, 31 december 1918 – Malmö, 27 november 2004), bijgenaamd Wunder-Gunder, was een Zweedse middellangeafstandsloper, die tijdens de Tweede Wereldoorlog verschillende wereldrecords liep. Op de 5000 m was hij de eerste atleet ter wereld die de veertien minutengrens doorbrak.

## Biografie

### Binnen twee jaar aan de top
Op zestienjarige leeftijd begon Hägg met hardlopen. Slechts twee jaar later behoorde hij tot de top van de wereld. Hij trainde hoofdzakelijk in het bos, op zachte ondergrond en in de sneeuw. Op asfalt liep hij alleen tijdens wedstrijden.

### Als eerste onder de veertien minuten
Het jaar 1942 was het topjaar in de carrière van Gunder Hägg. Hij liep dat jaar binnen een periode van 80 dagen niet minder dan tien wereldrecords. Tussen 1 juli en 20 september verbeterde hij de wereldrecords op de 1 Engelse mijl (1 juli), 2 Engelse mijl (3 juli), 1500 m (17 juli), 2000 m (21 juli), opnieuw 2000 m (23 augustus), 3000 m (28 augustus), 1 Engelse mijl (4 september), 3 Engelse mijl (11 september), opnieuw 3 Engelse mijl (20 september) en 5000 m (20 september). Op de laatste afstand liep hij als eerste atleet onder de veertien minuten; met zijn 13.58,2 was hij tien seconden sneller dan de vorige recordhouder. Dankzij deze prestatie werd aan hem de gouden medaille van Svenska Dagbladet uitgereikt. Twaalf jaar later werd dit record verbeterd door Emil Zátopek.
Door de Tweede Wereldoorlog kon hij niet aan Olympische Spelen deelnemen.

### Tournee door de VS
Het gerucht over de bijzonder prestaties van Hägg ging de hele wereld over en leidde ertoe, dat hij in 1943 als een soort PR-ambassadeur voor Zweden naar de Verenigde Staten werd gestuurd. Hier kwam hij in een periode van drie maanden acht maal in wedstrijden uit, die hij allemaal won. Vooral zijn eerste overwinning in een race over 5000 m maakte indruk. Hij klopte hierin voor het oog van 12.000 toeschouwers de Amerikaanse kampioen Gregory Rice, die 65 races lang ongeslagen was geweest, met ruim vijf seconden.
Bij terugkomst in Zweden werd Hägg met een groot gala in Strömvallen, een multifunctioneel stadion in Gävle, onthaald en werd tot het bouwen van een standbeeld ter zijner eer besloten. Dit standbeeld, de ‘Runner’ van de hand van de Zweedse beeldhouwer Olof Ahlberg staat buiten Strömvallen.

### Geschorst voor het leven
In de jaren die volgden hadden de organisatoren er veel geld voor over om Gunder Hägg te contracteren voor hun wedstrijden, vooral sportfestivals waarin hij het tegen Arne Andersson opnam. Dat beide atleten hierbij ook een gedeelte van de revenuen kregen toegeschoven, vonden zij geen probleem. De Zweedse Atletiekbond kneep in de oorlogsjaren een oogje toe voor wat betreft deze extra inkomsten. Na de oorlog werden de touwtjes echter weer strakker aangetrokken en toen men had becijferd dat Hägg al met al zo'n 34.000 kronen moest hebben opgestreken (een bedrag dat hijzelf nog te laag geschat vond), werd geconcludeerd dat hij de amateurregels had overtreden en werd hij in 1946 voor het leven geschorst.
Hägg werkte als boswachter, brandweerman, stropdasverkoper en verkoper van vrouwenhoeden en schreef bovendien boeken, die in het Duits vertaald werden, met zijn herinneringen. Zijn autobiografie werd eind 1987 gepubliceerd.

### Einde
Hägg leefde op het laatst een teruggetrokken bestaan. Op 85-jarige leeftijd overleed hij in een verpleegtehuis in de Zweedse stad Malmö. Wegens gezondheidsproblemen zat hij in een rolstoel.

## Boek
- Gunder Hägg: So brach ich Weltrekorde. Der schwedische Wunderläufer erzählt der Jugend aus seinem Leben. Olympia Verlag, Nürnberg 1948

## Titels
- Zweeds kampioen 1500 m - 1941
- Zweeds kampioen 5000 m - 1944, 1945

## Wereldrecords
| Onderdeel   | Tijd    | Datum             | Plaats    |
| ----------- | ------- | ----------------- | --------- |
| 1500 m      | 3.47,6  | 10 augustus 1941  | Stockholm |
| 1500 m      | 3.45,8  | 17 juli 1942      | Stockholm |
| 1500 m      | 3.43,0  | 7 juli 1944       | Göteborg  |
| 1 Eng. mijl | 4.06,1  | 1 juli 1942       | Göteborg  |
| 1 Eng. mijl | 4.04,6  | 4 september 1942  | Stockholm |
| 1 Eng. mijl | 4.01,4  | 17 juli 1945      | Malmö     |
| 2000 m      | 5.16,4  | 21 juli 1942      | Malmö     |
| 2000 m      | 5.11,8  | 23 augustus 1942  | Östersund |
| 3000 m      | 8.01,2  | 28 augustus 1942  | Stockholm |
| 2 Eng. mijl | 8.47,8  | 3 juli 1942       | Stockholm |
| 2 Eng. mijl | 8.42,8  | 1942              |           |
| 3 Eng. mijl | 13.35,4 | 11 september 1942 | Stockholm |
| 3 Eng. mijl | 13.32,4 | 20 september 1942 | Göteborg  |
| 5000 m      | 13.58,2 | 20 september 1942 | Göteborg  |
| 4 x 1500 m  | 15.38,6 |                   |           |

## Onderscheidingen
- Gouden Medaille van Svenska Dagbladet - 1942
- Associated Press Atleet van het jaar - 1943

- Gemeinsame Normdatei: 118544462
- World Athletics: 14862355
- International Standard Name Identifier: 0000 0000 5375 6072
- Nationale Bibliotheek van Tsjechië: xx0236512
- LIBRIS: 247169
- Système universitaire de documentation: 145201139
- Virtual International Authority File: 22933032